# Драконові гори

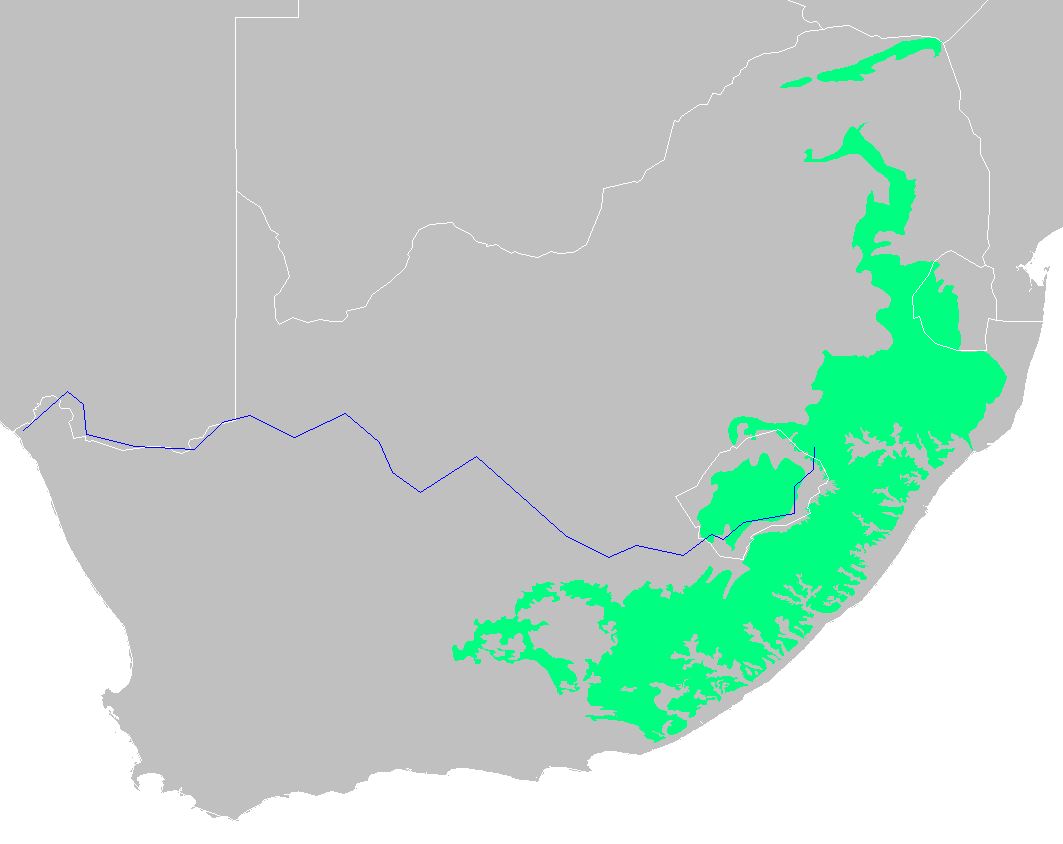
Драконові гори

Драконові гори (Drakens berge) — брильні гори в Південно-Східній Африці, частина уступу Роджерса, або Великого Уступу, на північ від р. Саба і на південь до р. Грейт-Кей. Розташовані на території Південно-Африканської Республіки, Лесото й Есватіні. Найвища гора — Табана Нтленьяна (3482 м). 

## Опис
Драконові гори є водорозділом між короткими річками басейну Індійського океану, що розчленовують їх крутий східчастий східний схил, та верхів'ями р. Оранжева. Від прибережної низини відділені смугою горбистих передгір'їв. Складені переважно світлими пісковиками й перекритими темно-кольоровими товщами базальтів, що обумовлює столовий характер вершин. Розділені ерозією і крутосхильними східчастими плато, глибоко порізані долинами річок.

## Клімат. Рослинність
Клімат і рослинність східних навітряних і західних підвітряних схилів різко відрізняються. На східних схилах випадають рясні, головним чином літні, дощі (до 2000 мм/рік). Західні сухі схили мають різко континентальний клімат. Зимою на вершинах випадає сніг.
Вологі східні схили до висоти 1200 м вкриті «дощовими» тропічними лісами з вічнозеленими листяними і хвойними деревами, ліанами, епіфітами (нині майже вирубаними). Вище і до 2000 м  ростуть колючі чагарники, зарості ксерофітів і сукулентів, ще вище поширені гірські луки і кам'янисті розсипи. Сухі західні схили вкриті саванною рослинністю і заростями чагарників. 

## Природоохоронні території
На схилах Драконових гір розташовані три національні парки, зокрема Голден-Гейт-Хайлендс, Роял-Натал (ПАР), Сеглабатгебе (Лесото).

## Галерея

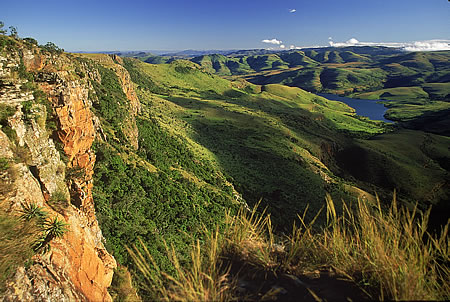
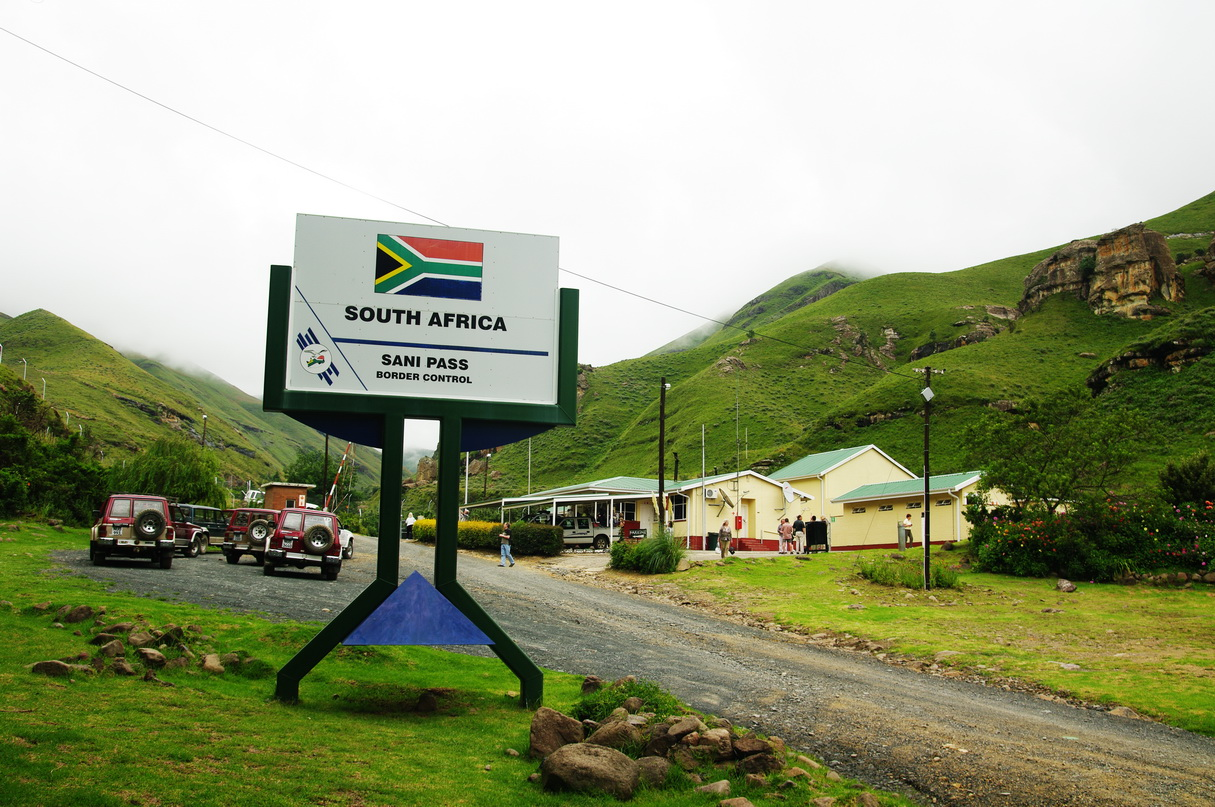
Прикордонна застава
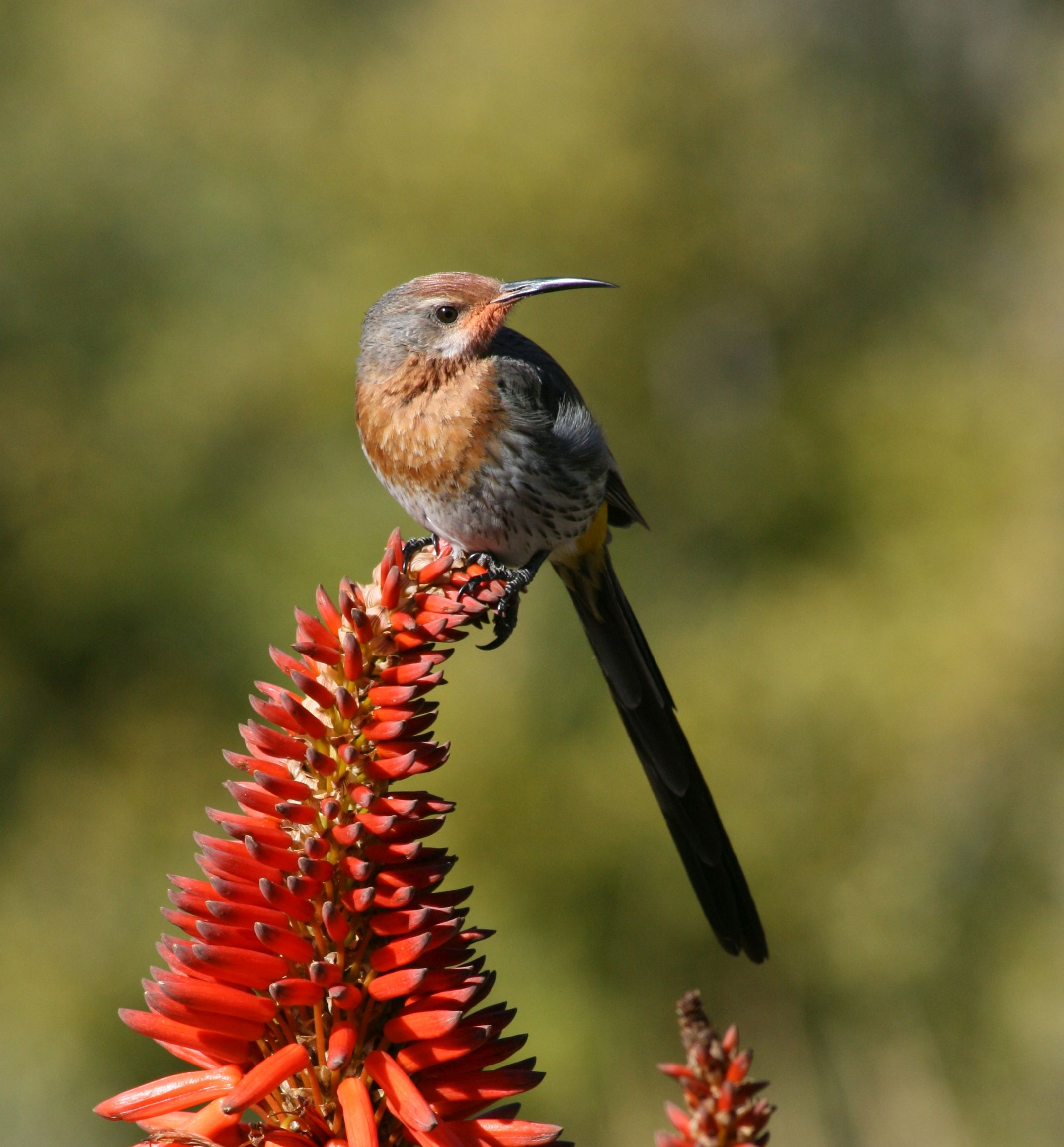
Цукровий медосос
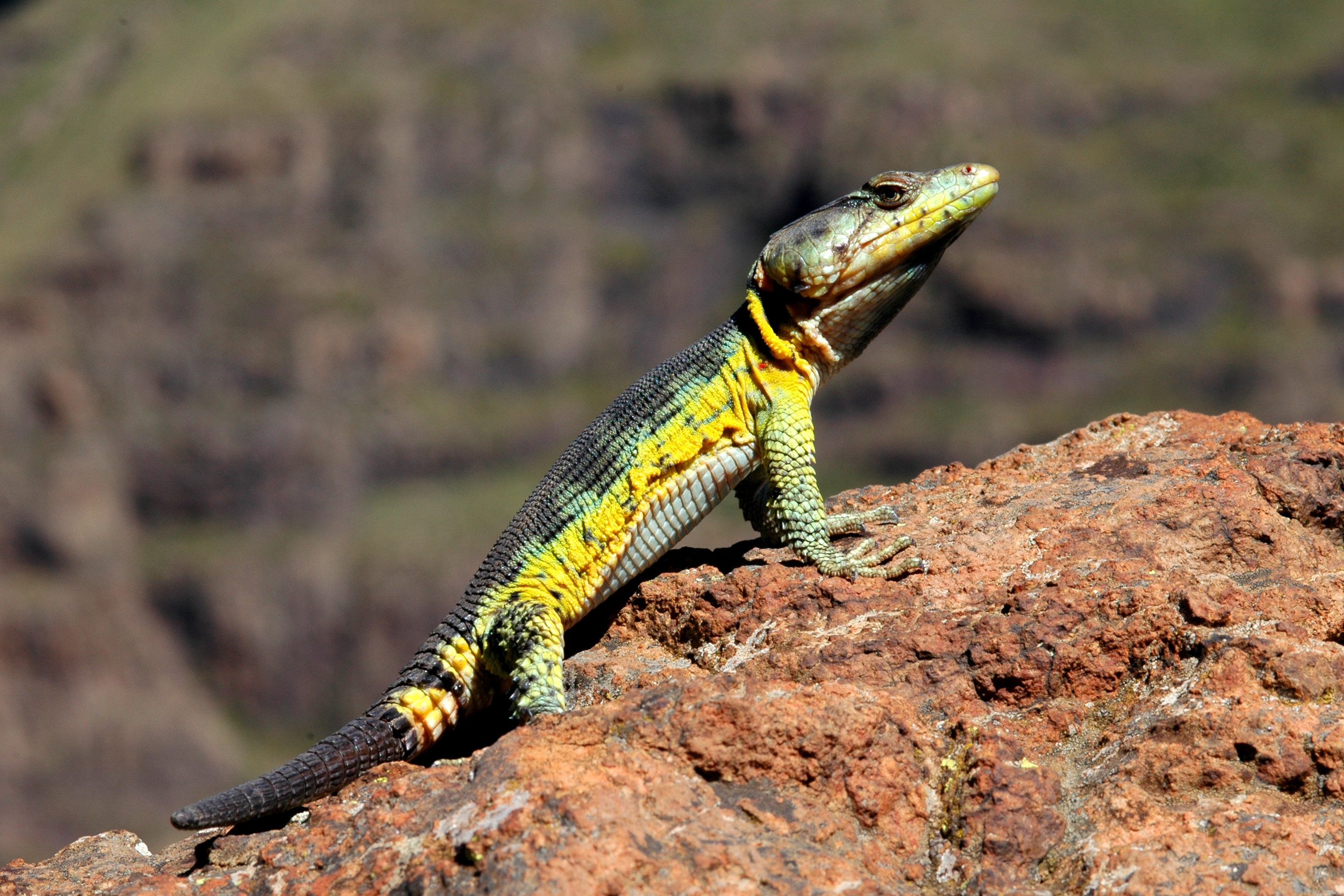
Ящірка в Драконових горах
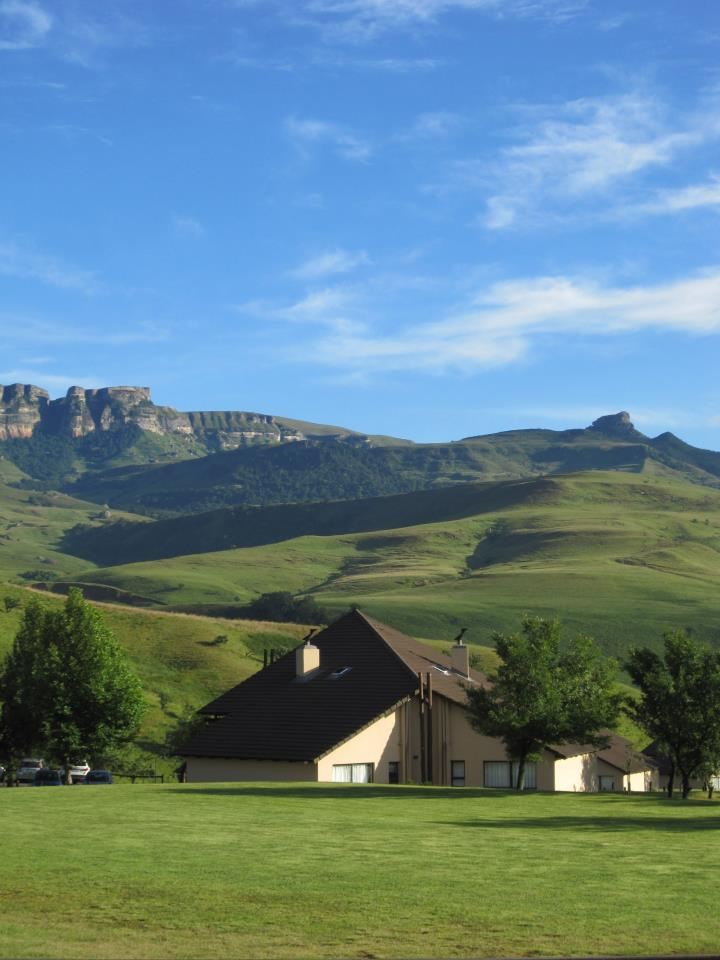
Будинок у Драконових горах
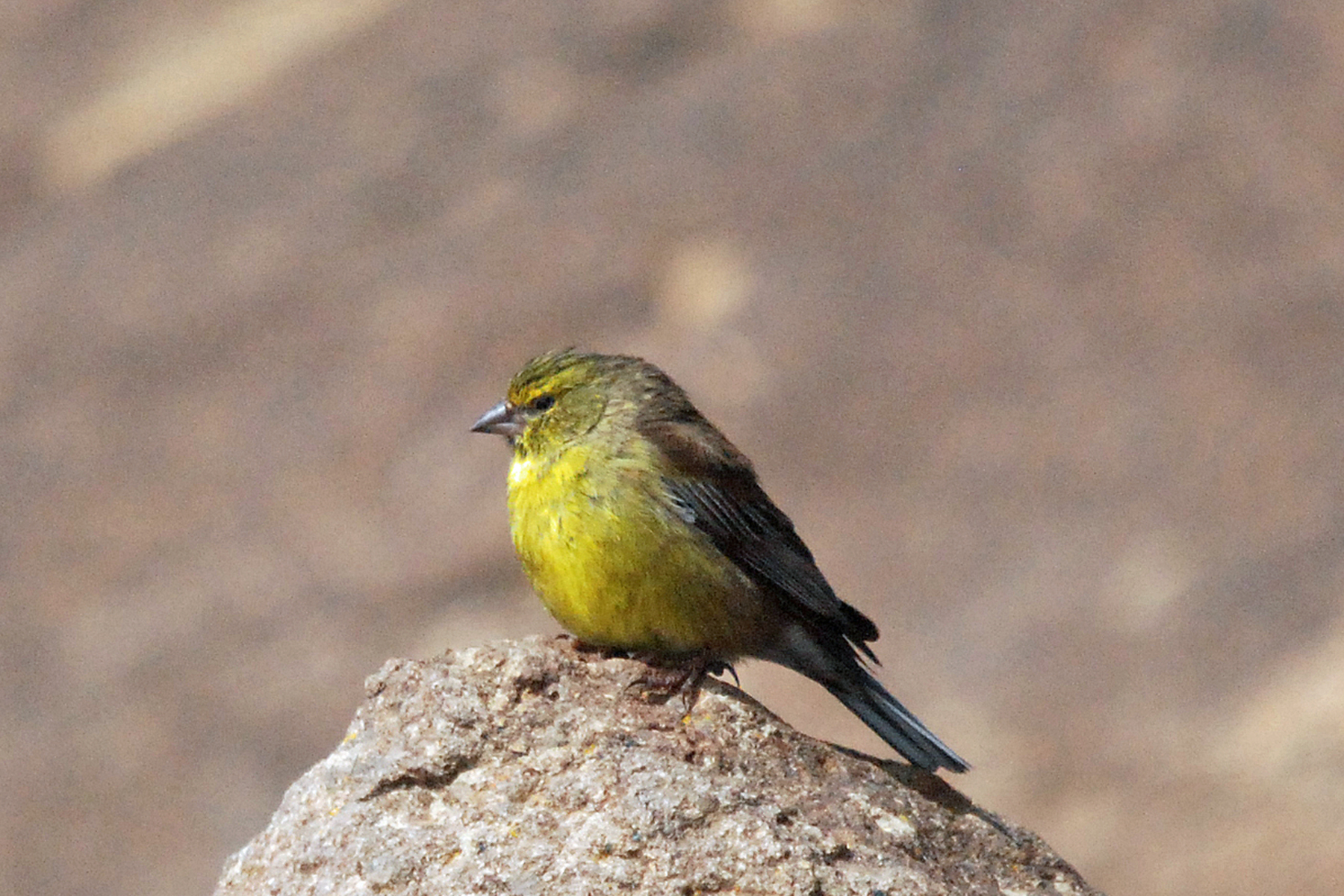
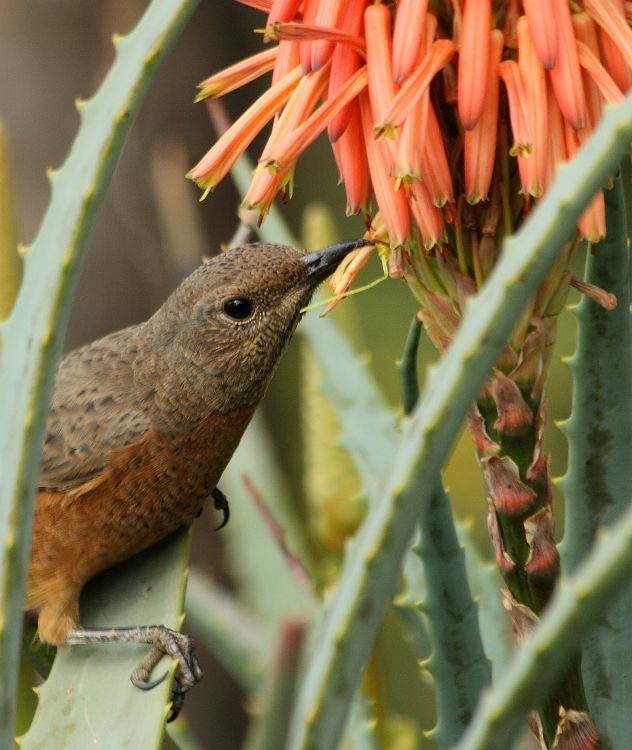
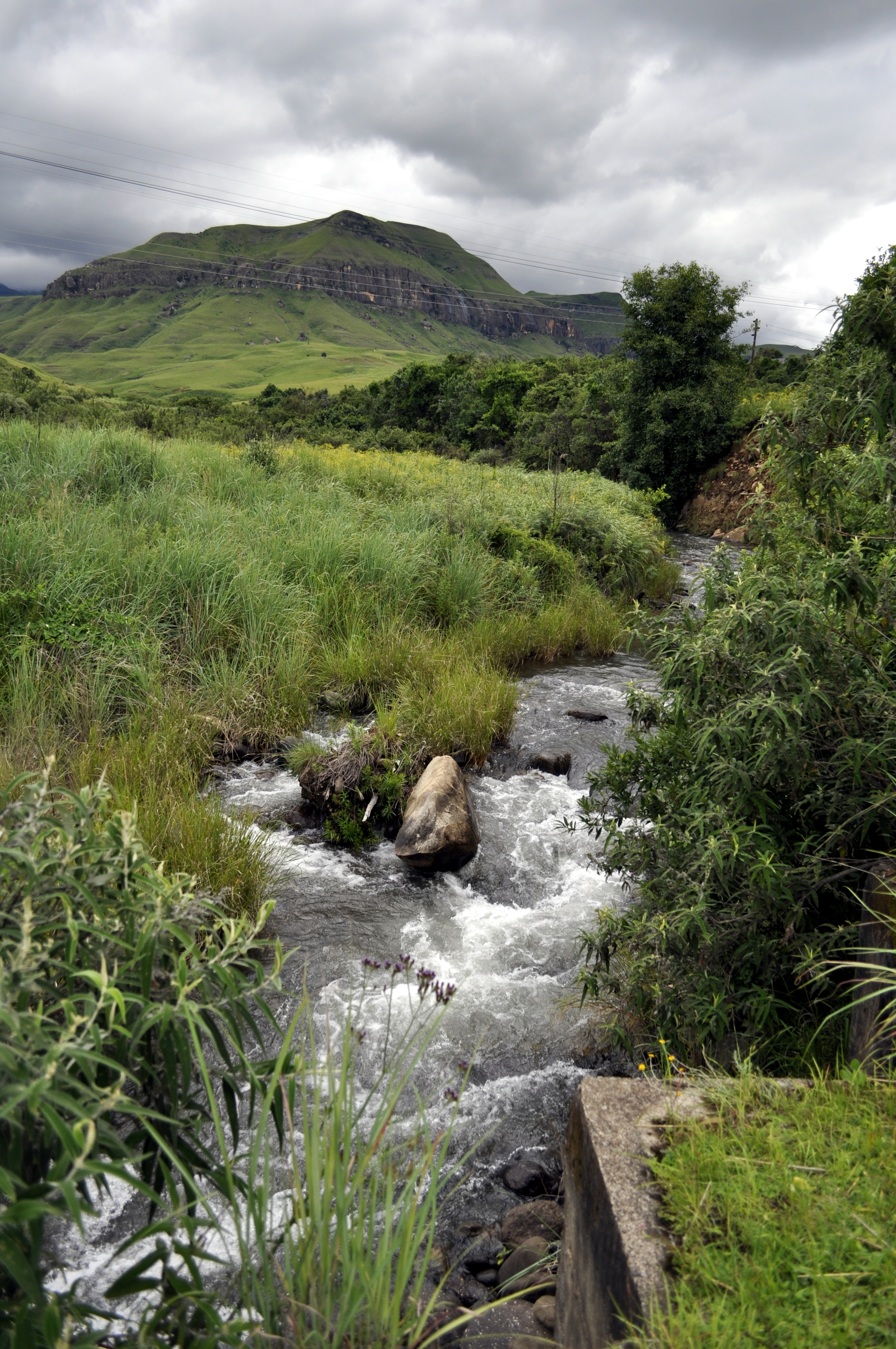
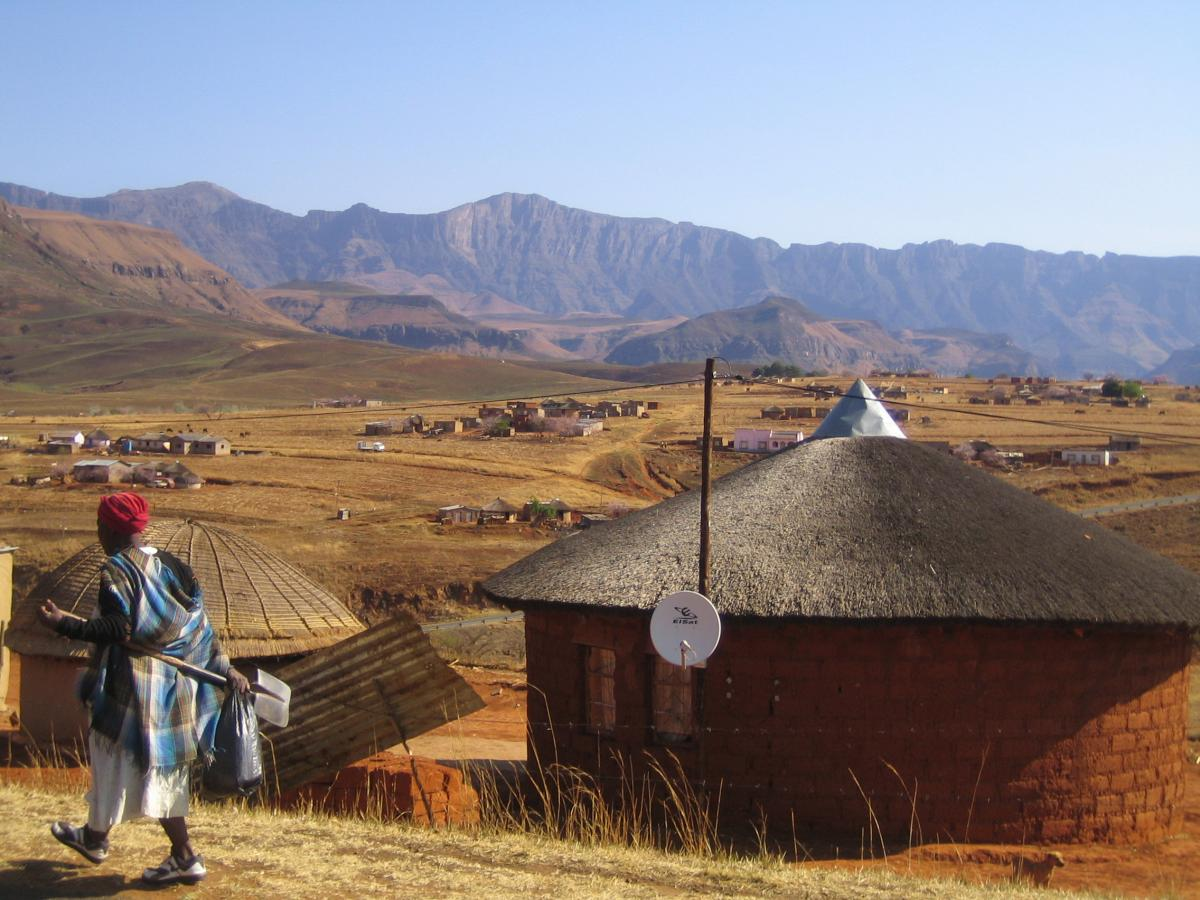
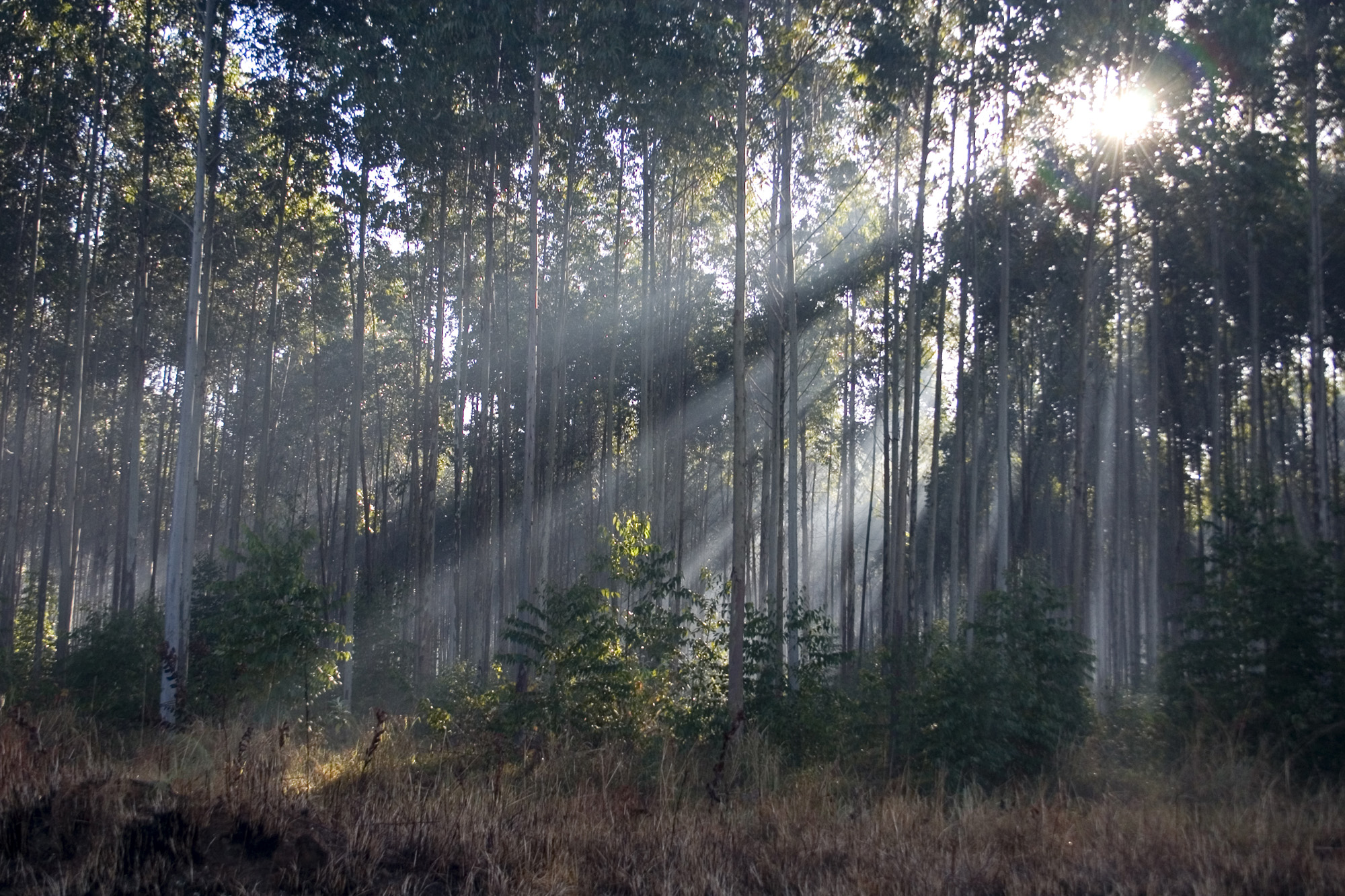
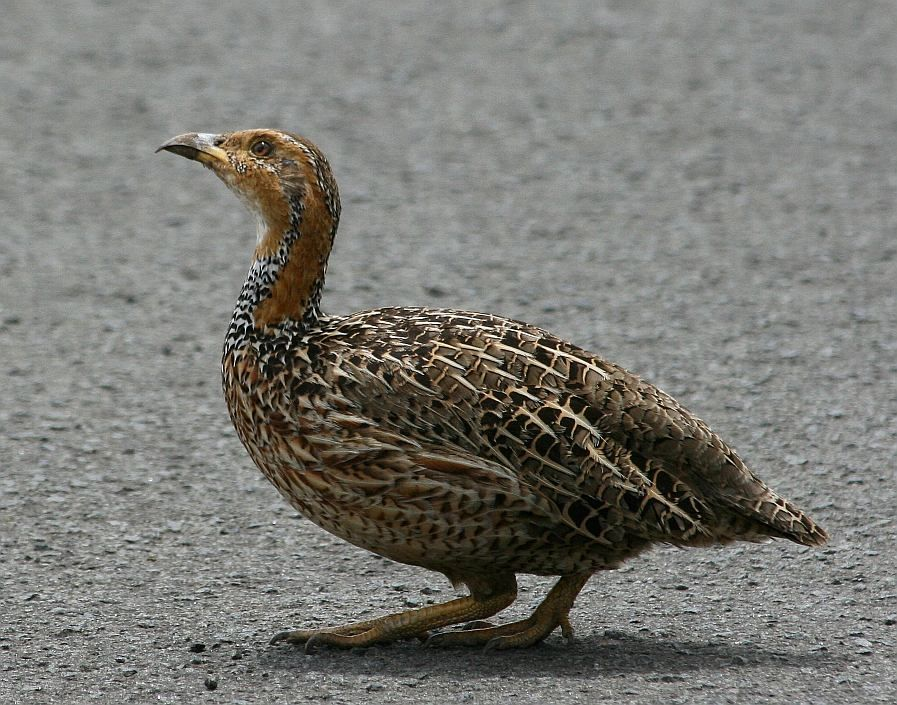
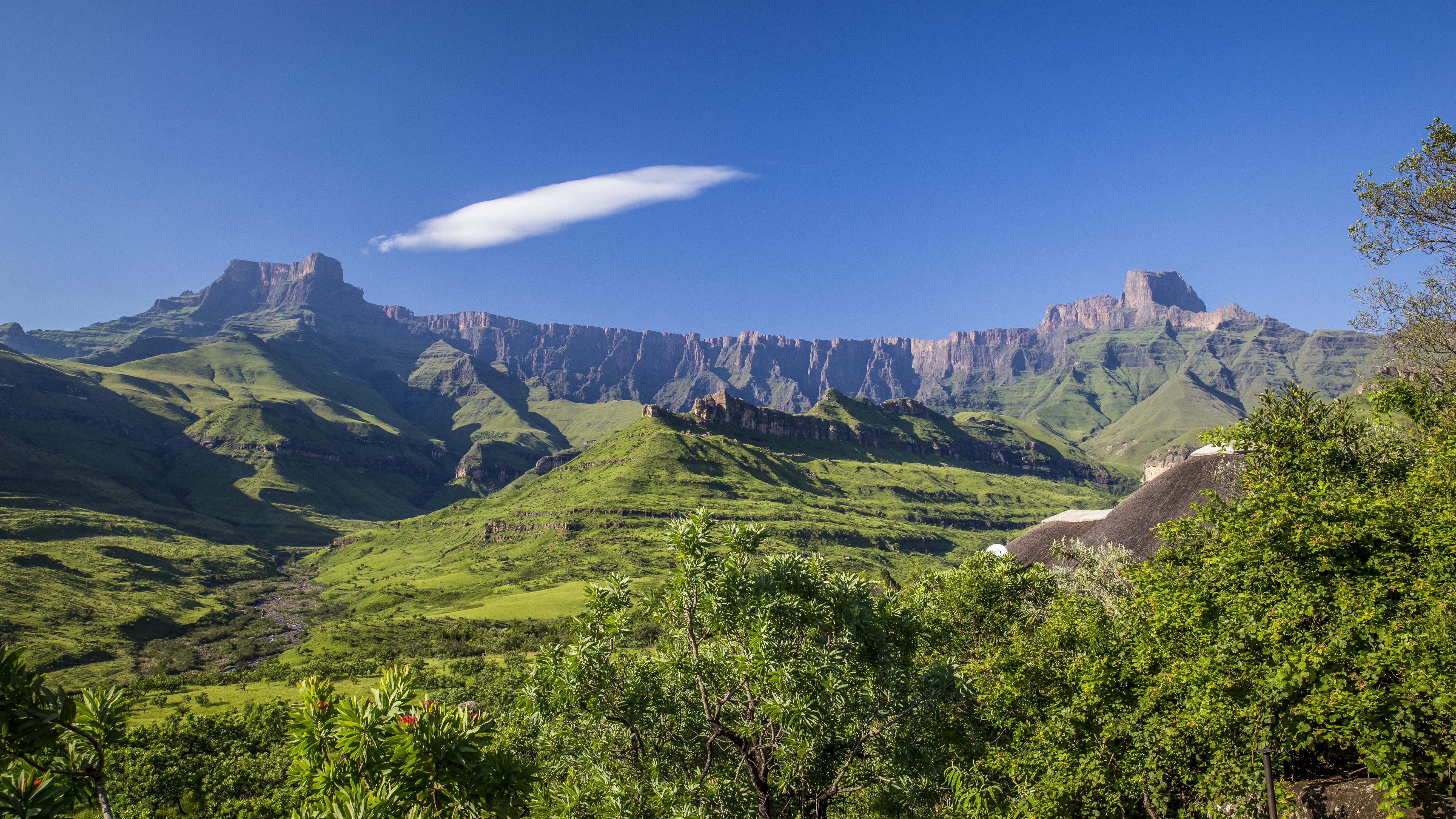
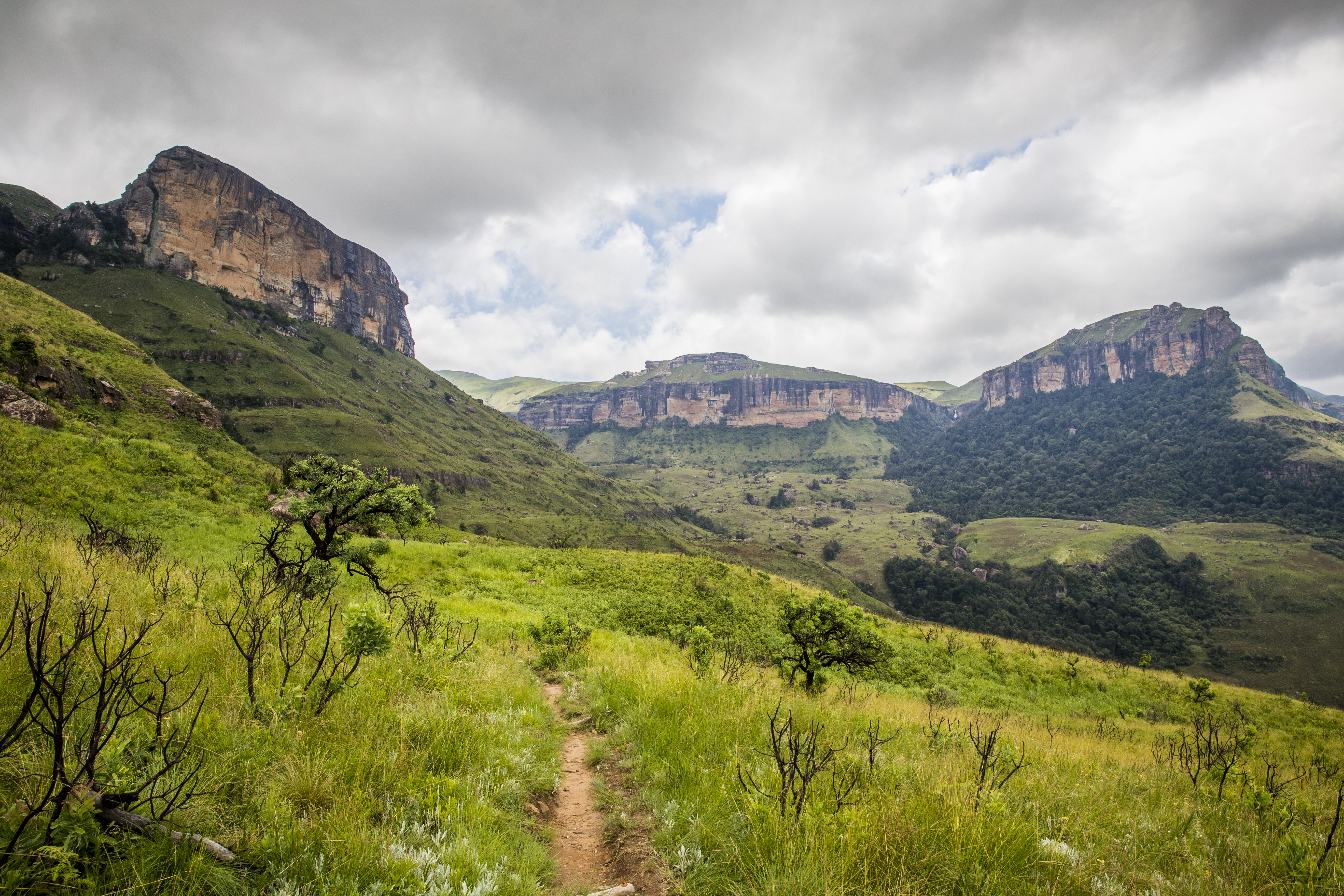
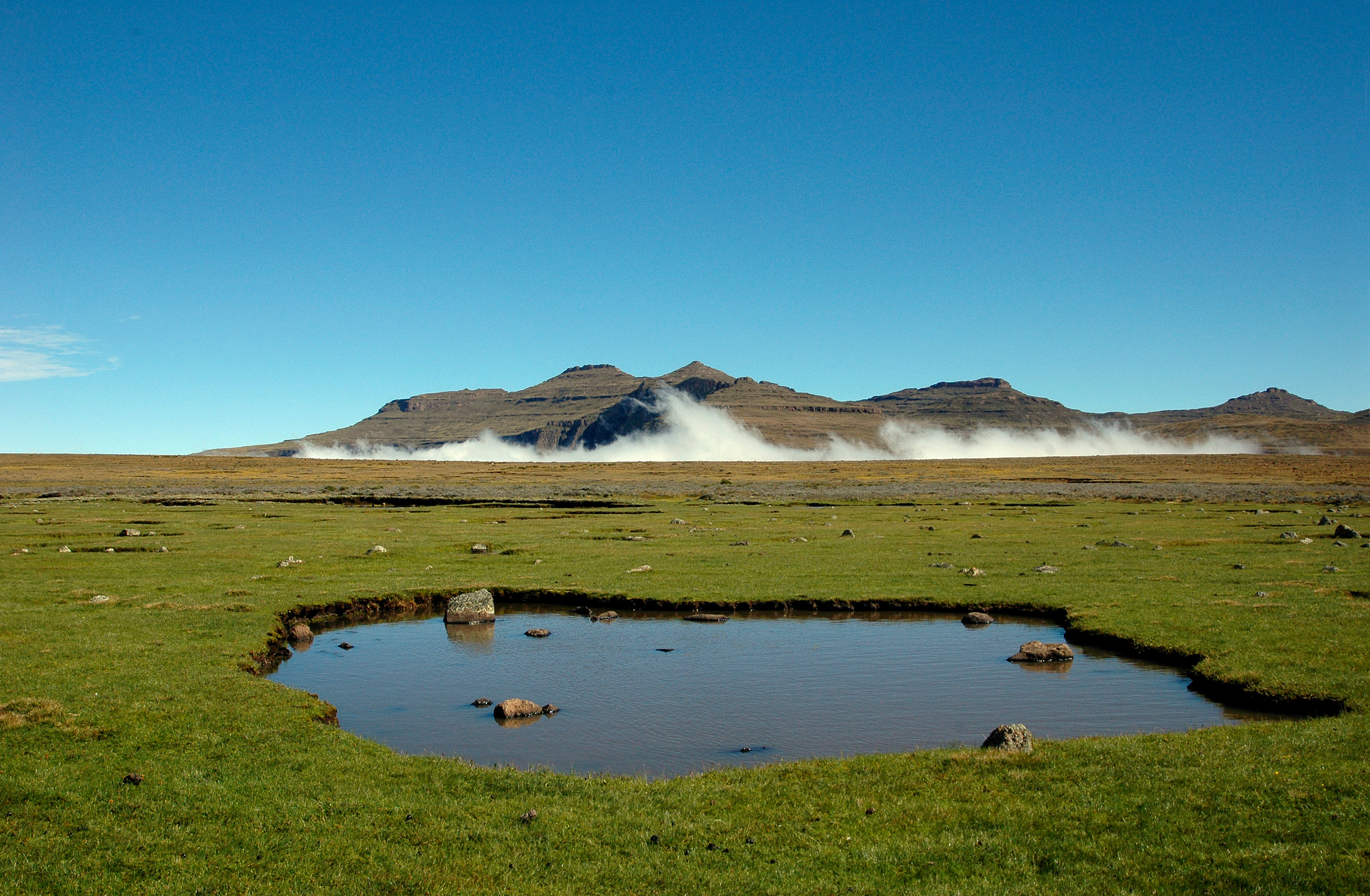
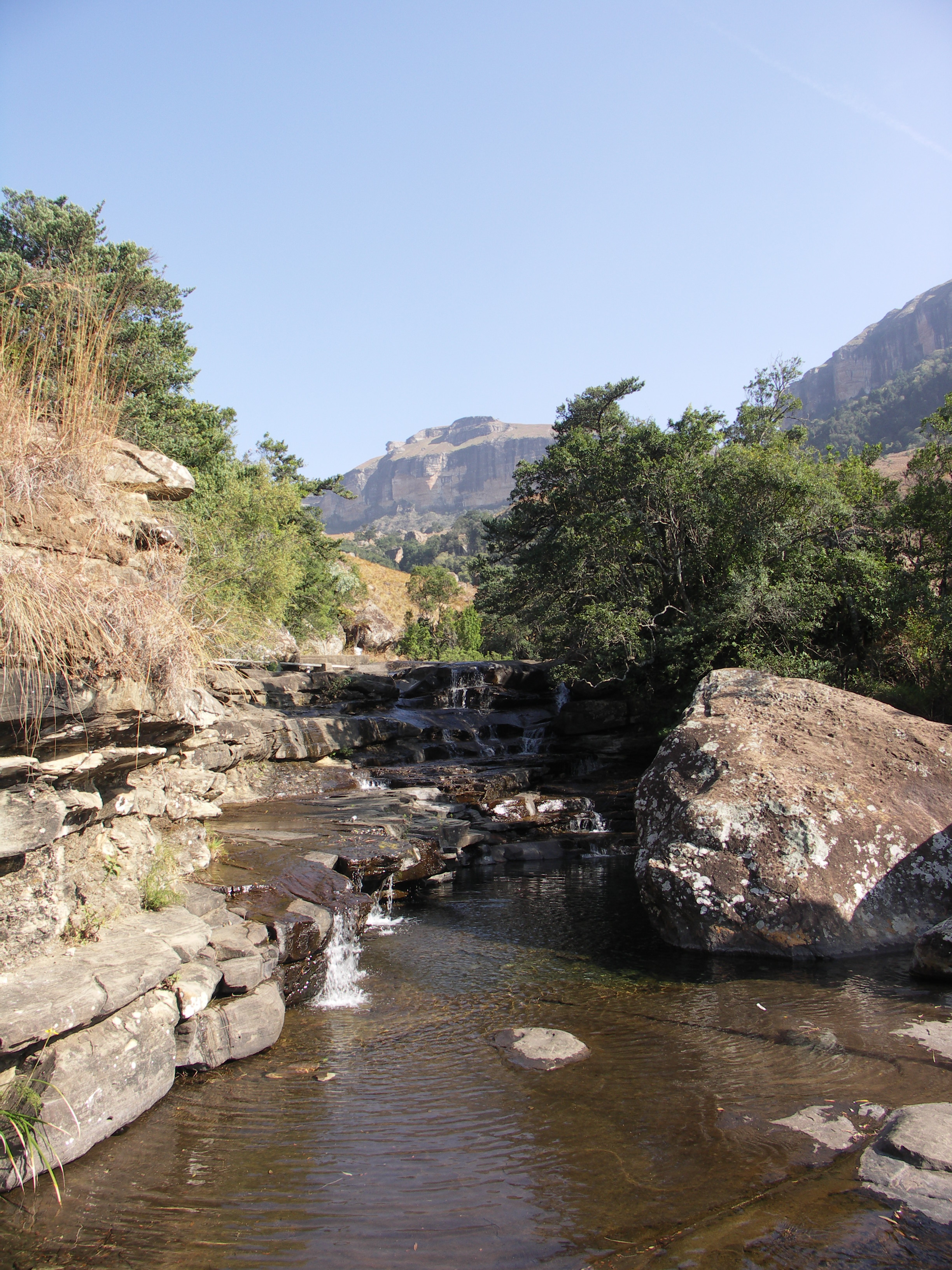
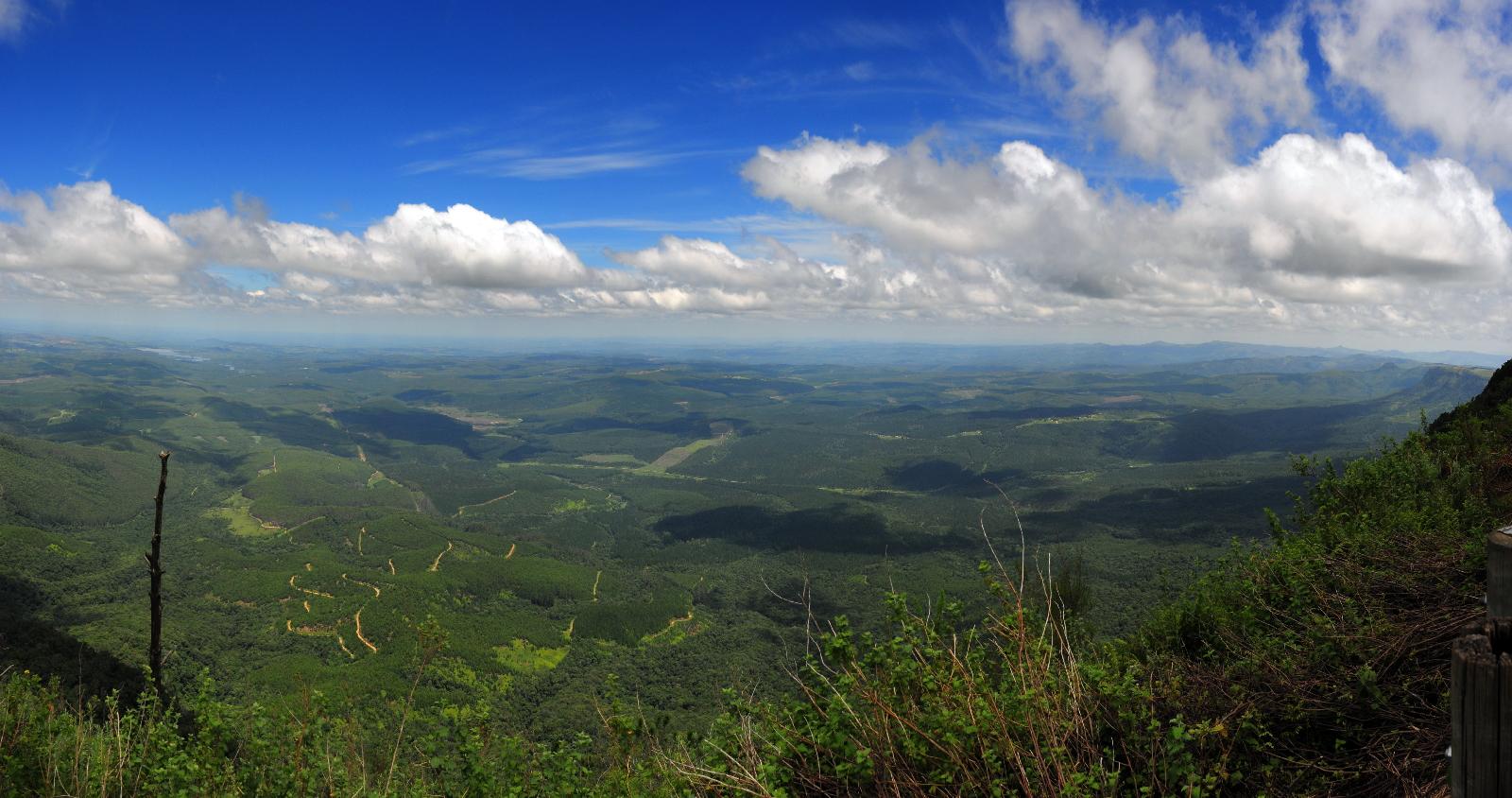